# Charles d'Aligre
Charles d'Aligre (1626-1695) fut conseiller au Parlement de Paris et abbé commendataire de l'Abbaye de Saint-Riquier.

## Biographie

### Famille
Charles d'Aligre est issu de la noblesse de robe, fils d'Étienne II d'Aligre qui fut successivement, Surintendant des finances, Garde des Sceaux et Chancelier de France et de Jeanne Lullier fils de François Lullier d'Interville, secrétaire du Conseil. Parmi ses dix-huit frères et sœurs, François d'Aligre (1620-1712) fut abbé de l'abbaye Saint-Jacques de Provins de 1643 à sa mort, Étienne d'Aligre, chevalier de Malte, fut tué dans un combat contre les Turcs en 1644 et Elisabeth d'Aligre fut abbesse de Saint-Cyr.

### Abbé de Saint-Riquier
Charles d'Aligre suivit les traces de son père dans les fonctions judiciaires. Il devint conseiller au Parlement de Paris le 11 mai 1660 puis conseiller ordinaire du roi en 1672.
À l'âge de 13 ans, il devint abbé commendataire de Saint-Riquier et le resta pendant 52 ans. Il fit adopter aux moines la réforme de la Congrégation de Saint-Maur et entreprit sous l'impulsion de son frère, François d'Aligre, de financer la restauration de l'abbaye : reconstruction des bâtiments monastiques, des voûtes et des toitures de l'église abbatiale en respectant le style flamboyant originel. En outre, il dota l'abbatiale d'un riche mobilier (autels, stalles, lutrin…), de grilles séparant le chœur de la nef, et de retables peints pour les autels des chapelles. Il ne résidait pas à l'abbaye mais il confia au prieur et aux moines le soin de mener à bien les travaux. Pour ce faire, il abandonna aux religieux ses revenus abbatiaux pour une valeur de 10 000 livres. Chaque année, Charles d'Aligre venait visiter son abbaye.
Il mourut le 21 mai 1695 et fut inhumé dans la sépulture familiale en l'Église Saint-Germain l'Auxerrois (Paris).